# Alexis Lebrun
Alexis Lebrun (Montpellier, 27 agosto 2003) è un tennistavolista francese.
È stato il campione nazionale francese per tre anni consecutivi dal 2022 al 2024. Ad agosto 2024 è diciottesimo nella graduatoria mondiale dell'ITTF.

## Biografia
Alexis Lebrun cominciò a praticare il tennistavolo a tre anni d'età. Nato in una famiglia di tennistavolisti, suo padre Stephane Lebrun è stato numero 7 in Francia campione nazionale nel doppio. Anche suo zio Christophe Legoût è stato membro della squadra francese e quindicesimo nella graduatoria mondiale. Il fratello minore Félix Lebrun, anch'egli tennistavolista, è quinto al mondo.

### Inizio carriera (2020–2022)
Alexis Lebrun è stato il campione giovanile di Francia nel singolare nel 2020, ripetendosi nel 2021. Nel 2022, sconfisse Simon Gauzy per diventare campione di Francia assoluto nel singolare. Vinse il campionato anche nel doppio misto con Camille Lutz.

### 2023
A marzo 2023, Alexis Lebrun mantenne il titolo nazionale battendo in finale il fratello minore Félix Lebrun. Ad aprile, vinse contro l'allora numero 1 al mondo Fan Zhendong nei quarti di finale del torneo di Macao. Classificato 1050 al mondo a gennaio 2022, in soli quindici mesi diventò diciannovesimo ad aprile 2023 a diciannove anni d'età.
A giugno, ai Giochi europei, Alexis Lebrun vinse il bronzo al torneo singolare maschile, in cui il fratello Félix vinse l'oro.

### 2024
A febbraio 2024, prese parte alla squadra francese ai campionati mondiali di tennistavolo a squadre a Busan (con Félix Lebrun, Simon Gauzy, Jules Rolland e Lilian Bardet). La Francia vinse la medaglia d'argento sconfitti in finale dalla Cina per 3-0. Questa è la prima medaglia vinta dalla Francia ai campionati mondiali a squadre dopo 27 anni, dall'argento del 1997.
A marzo 2024, Alexis vinse il titolo francese per la terza volta, battendo di nuovo suo fratello Félix, questa volta in sei set.
Ai Giochi di Parigi 2024, vinse la medaglia di bronzo con la squadra francese composta da Félix Lebrun e Simon Gauzy.